# Nokia N9
A Nokia N9 (codename 'Lankku', (finnül) "deszka/palló") egy Nokia gyártmányú okostelefon. Az első és egyetlen, amely Linux MeeGo "Harmattan" rendszerre épül. Fekete, ciánkék és magenta színben került elsődlegesen forgalmazásba. 2011 végén megjelent egy fehér színű változat is.

## Történelem és forgalmazás
Elődje a Nokia N900. Nokia fejlesztők számára elérhető volt az N950 amely az N9-cel megegyező elektronikával, azonban szétcsúsztatható billentyűzetes házzal rendelkezik. Az első - és utolsó - forgalomba hozott MeeGo operációs rendszerű okostelefon.
Az N9-est a Nokia Windows alapú Nokia Lumia termékcsalád megjelenése miatt csak korlátozott számban gyártották. Bizonyos országokban (pl.: USA, Franciaország) csak korlátozottan, máshol (pl.: Japán) egyáltalán nem forgalmazzák.

## Hardver

### Akkumulátor-üzemidők
- BV-5JW 1450 mAh Li-Ion fix akkumulátor csak szervizben cserélhető
  - Beszélgetési idő (maximum): GSM: 660 perc, 3G: 390 perc
  - Készenléti idő (maximum): GSM: 340 óra, WCDMA: 420 óra
  - Videolejátszási idő : 5 óra
  - Zenelejátszási idő (kapcsolat nélkül, maximum): 50 óra

### Memória
- Belső memória: 16 GB vagy 64 GB
- Memória bővítési lehetőség nincs.

### Működési frekvencia
- GSM/EDGE 850/900/1800/1900
- WCDMA 850/900/1700/1900/2100
- Automatikus váltás a WCDMA és GSM-sávok között
- Repülő üzemmód

### Csatlakozás
- Bluetooth v2.1+EDR
- Micro USB csatlakozó és töltés
- Nagy sebességű USB 2.0 kapcsolat (micro USB-csatlakozó)
- FM-rádió
- NFC

### Adathálózat
- GPRS/EDGE class B, multislot class 33
- HSDPA Cat10 maximális sebesség 14,4 Mbps , HSUPA Cat6 5,76 Mbps
- WLAN IEEE 802.11 b/g/n
- TCP/IP protokoll támogatása
- Adatmodemként használható

## Szoftver
Az N9-en a Nokia MeeGo 1.2 Harmattan fut amely felhasználói és alkalmazásfejlesztői nézőpontból megegyezik a MeeGo 1.2-vel. Gyakorlatilag azonban a rövidebb fejlesztési ciklus érdekében a Nokia az N9-es esetében megtartotta az eredeti Maemo 6 rendszermagot.
A telefon nem rendelkezik az Apple iPhone-ra jellemző "Home" gombbal, sem más rögzített helyzetű frontális gombbal, így a telefont elsődlegesen csak az ún. csúsztató gesztusokkal (swipe (angolul)) vezérelhetjük.

## Fordítás
- Ez a szócikk részben vagy egészben  a   Nokia N9 című angol Wikipédia-szócikk ezen változatának fordításán alapul.  Az eredeti cikk szerkesztőit annak laptörténete sorolja fel. Ez a jelzés csupán a megfogalmazás eredetét és a szerzői jogokat jelzi, nem szolgál a cikkben szereplő információk forrásmegjelöléseként.